# مايك فلين (صحفي)
مايك فلين (بالإنجليزية: Mike Flynn)‏ هو صحفي أمريكي، ولد في 19 أكتوبر 1967، وتوفي في 23 يونيو 2016.